# Сантандер (аеропорт)
Аеропорт Сантандер (IATA: SDR, ICAO: LEXJ), офіційно відомий як аеропорт Севе Баллестерос–Сантандер — міжнародний аеропорт поблизу міста Сантандер, Іспанія, і єдиний аеропорт у Кантабрії. У 2018 році аеропорт обслугував 1 103 353 пасажири та 11 258 рейсів.

## Злітно-посадкова смуга
Аеропорт має одну злітно-посадкову смугу 11/29, довжиною 2420 м. Злітно-посадкова смуга 29 закінчується приблизно в 20 метрах від затоки Сантандер, 11 — закінчується приблизно в 150 метрах від шосе S-10 і торгового центру. З 2021 року на злітно-посадковій смузі 29 діє система освітлення точного підходу.

## Назва

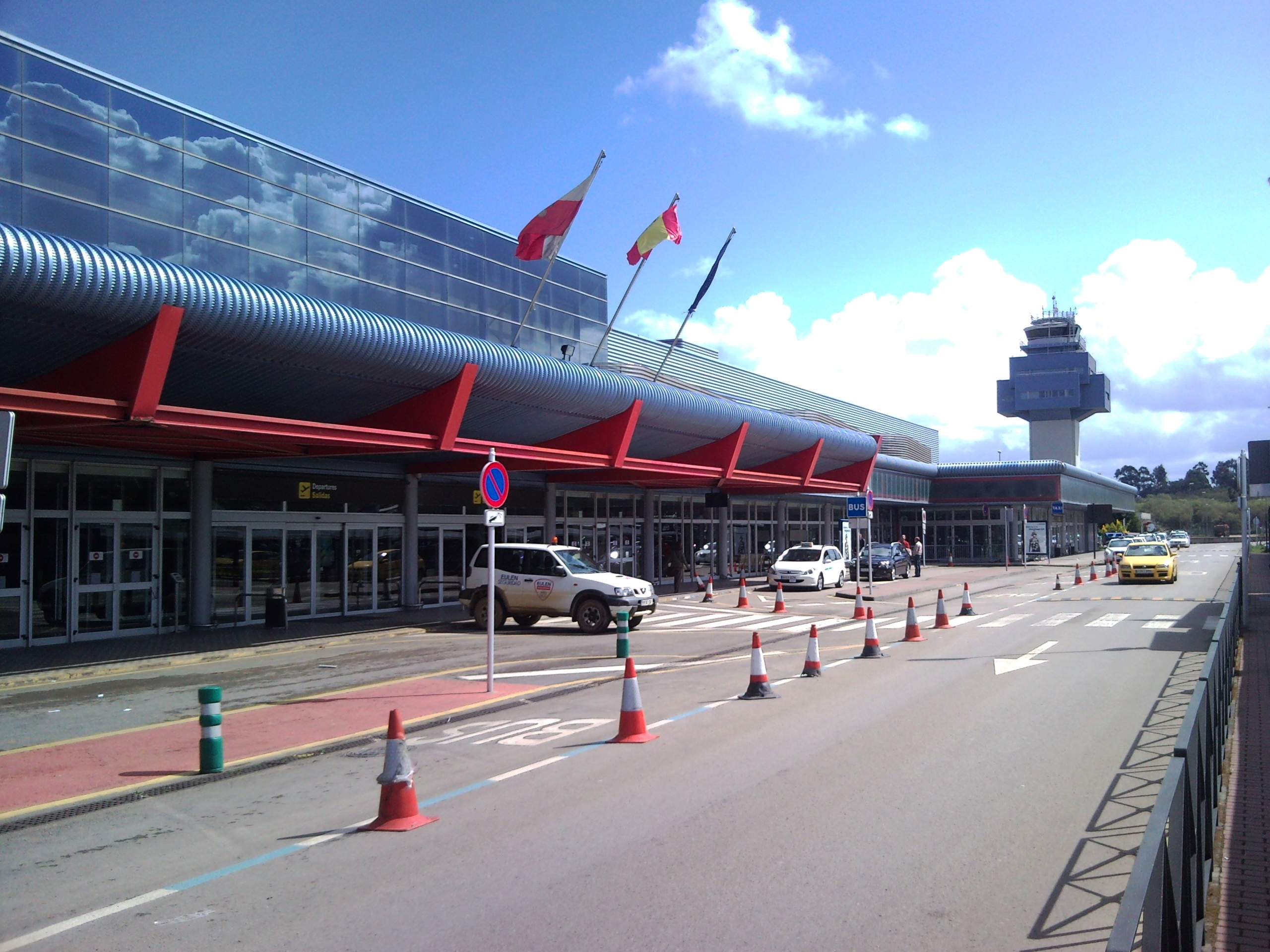
Вхід до пасажирського терміналу

Аеропорт названий на честь відомого гравця в гольф Севе Баллестероса, який народився в Педреньї, за декілька кілометрів від аеропорту і був одним із найвідоміших громадських діячів Кантабрії минулого століття. Аеропорт був відомий як «Аеропорт Сантандер» до 2015 року. У травні 2014 року була одноголосно схвалена народна ініціатива парламенту Кантабрії щодо присвоєння імені Баллестероса. Уряд Іспанії схвалив зміну 16 квітня 2015 року

## Історія
Нинішній аеропорт був відкритий в 1977 році. Менший аеродром був побудований на цьому місці між 1947 і 1952 роками полоненими громадянської війни в Іспанії. Він відкрився в 1953 році, замінивши старий аеропорт Сантандера, розташований в Ла-Альберісії, який приймав комерційні рейси з 1949 року і отримав назву Аеропорт Сантандера і широко відомий як «Параяс». У 1957 році отримав міжнародний рейтинг.
Після трирічного закриття (з квітня 1974 р. до 8 серпня 1977 р.), під час якого аеропорт зазнав капітальної реконструкції, що значно розширило його потужності і коштувало понад 1100 мільйонів песет того часу; він був знову відкритий з новою злітно-посадковою смугою довжиною 2400 м і з технологією, що дозволяє як візуальний, так і інструментальний політ; Перший рейс після реконструкції виконала авіакомпанія Iberia на літаку DC-9, який став частиною маршруту Барселона — Сантандер — Сантьяго де Компостела. 
В останні роки були проведені нові ремонтні роботи, які розпочалися у 2007 році, реконструкція та розширення терміналу та встановлення двох шлюзів для прямого доступу до літаків, розширення платформи для паркування більшої кількості літаків або будівництва руліжних доріжок та платформи для авіації загального користування.
До 2003 року приміщення вважалося невикористаним через обмежену кількість рейсів та їх високу плату, що призвело до переміщення потенційних пасажирів до аеропорту Більбао, за 100 км. З цієї дати, відповідно до угоди, підписаної між урядом Кантабрії та бюджетною авіакомпанією Ryanair, аеропорт експериментував із збільшенням кількості напрямків (національних та міжнародних), пасажирів та авіакомпаній. У 2005 році аеропорт досяг 644 662 пасажирів, що було на 88 % більше у порівнянні з попереднім роком. Це збільшення було найбільшою часткою всіх аеропортів Іспанії в тому році.
У грудні 2010 року 37,8 мільйонів євро було інвестовано в модернізацію об'єктів, що підготувало аеропорт обслуговувати понад два мільйони пасажирів на рік. Роботи включали реконструкцію будівлі терміналу площею 10 200 квадратних метрів, розширення нових зон вильотів і прибуття, а також будівництво руліжної доріжки, яка може обробляти 22 рухи літаків на годину, і розширення платформи для стоянки літаків.

## Можливості
Після виконання ремонтних робіт, зазначених у генеральному плані аеропорту, сьогодні він має 8 стійок реєстрації, 3 багажні каруселі в залі прильоту та 5 виходів на посадку. Як міжнародний аеропорт, він також здатний виконувати рейси з та до країн, що не входять до Шенгенської зони.

## Авіакомпанії та напрямки (червень 2022)
| Авіакомпанія    | Пункт призначення |
| --------------- | --- |
| Binter Canarias | Гран-Канарія, Тенерифе-Північний |
| Iberia          | Мадрид |
| Iberia Regional | Мадрид Сезонні: Гран-Канарія, Валенсія, Віго (з 23 липня 2022) |
| Ryanair         | Бове-Тільє, Бергамо, Болонья, Брюссель-Шарлеруа, Валенсія, Відень, Дублін, Единбург, Лондон-Станстед, Малага, Манчестер, Марракеш, Рим-Ф'юмічіно Сезонні: Барселона — Ель-Прат, Венеція-Тессера, Пальма-де-Мальорка |
| Volotea         | Сезонні: Ібіса, Менорка, Мурсія, Севілья |
| Vueling         | Барселона — Ель-Прат, Париж-Орлі Сезонний: Пальма-де-Мальорка |
| Wizz Air        | Сезонний: Бухарест |

## Наземний транспорт
Під'їзд автомобілем здійснюється з автомагістралі S-10 з'їзд 3 і далі по трасі N-636, що веде до об'єктів аеропорту. Від центрального автовокзалу Сантандера в центрі міста також курсує регулярне автобусне сполучення. Лінійні автобуси від компанії ALSA також зупиняються в аеропорту перед бронюванням на маршрутах, які з'єднують Сантандер з іншими містами на півночі Іспанії, такими як Більбао, Хіхон, Ов'єдо або Ларедо.